# وادي مثان
وادي مثان قرية سعودية، تتبع محافظة ميسان بمنطقة مكة المكرمة. تقع في جنوب غرب مدينة الطائف بمسافة (110) كم.

## التاريخ
وادي مثان يسكنه المسيلات من قبيلة بني الحارث